# Нова-Андрадина
Нова-Андрадина (порт. Nova Andradina) — муниципалитет в Бразилии, входит в штат Мату-Гросу-ду-Сул. Составная часть мезорегиона Восток штата Мату-Гроссу-ду-Сул. Входит в экономико-статистический микрорегион Нова-Андрадина. Площадь занимаемой территории 4776,096 км². Численность населения на 2007 год составляла 43 495 человек,  плотность населения — 9,10 чел./км². Развит аграрный сектор, земледелие и фермерство.

## История
Город основан в 1958 году.

## Статистика
- Валовой внутренний продукт на 2005 год составил 451 236 000,00 реалов (данные: Бразильский институт географии и статистики).
- Валовой внутренний продукт на душу населения на 2005 год составил 11 616,00 реалов (данные: Бразильский институт географии и статистики).
- Индекс развития человеческого потенциала на 2000 год составил 0,786 (данные: Программа развития ООН).

## География
Климат местности — тропический, горный.